# Breitenbach (Rhénanie-Palatinat)
Pour les articles homonymes, voir Breitenbach.
Breitenbach est une municipalité de la Verbandsgemeinde Waldmohr, dans l'arrondissement de Kusel, en Rhénanie-Palatinat, dans l'ouest de l'Allemagne.
Breitenbach est le village le plus occidental du Palatinat. Son territoire est entouré de la Sarre à l'ouest, de Frohnhofen au nord, d'Altenkirchen à l'est, de Lautenbach au sud et de Dunzweiler au sud-est.